# 戴维·利文斯通
戴维·利文斯通（英語：David Livingstone；1813年3月19日—1873年5月1日），英国探险家、传教士，维多利亚瀑布和马拉维湖的发现者，非洲探险的最伟大人物之一。
李文斯頓一生致力向非洲土著傳揚基督教，以慰藉非洲土著的心靈，並深入非洲大陸各處設立布道會，收效甚微；然而，他穿梭非洲內陸各個部落其間依賴奴隸販子的武裝保護，雖無力拯救被擄獲的奴隸，更堅定了他的信念：認為必須引入基督教、通商、文明到非洲的內陸才可能絕禁奴隸貿易。李文斯頓於1858—1864年持續六年，得到由皇家地理學會贊助的兩次探勘——以結果來論斷：受限於他的能力及經驗，不能管理一個大型計畫，是一個不稱職的領導者——政府終止了預算，探勘計畫以失敗告終。他個人繼續第二次的探勘尼羅河源頭的任務，最終未能找到非洲尼羅河的集水區，也未能完全拯救黑奴，但他深刻認識及呼籲，使世界注意到非洲奴隸販賣的悲慘，喚醒人類的良知，最終能在十九世紀結束前將英國議會於1833年8月28日通過廢除奴隸制法令，在日不落帝國的各殖民政府實施，在「意識上」終結了與人類文明共存的奴隸制度。
李文斯頓在1873年客死異鄉，先前的探險中收養教化的兩個僕人——朱馬和蘇西——他們兩人將他的屍體曬乾成木乃伊，連同他的日記，跋涉一千多英里，交給英國教會運回英國安葬。

## 早年生活

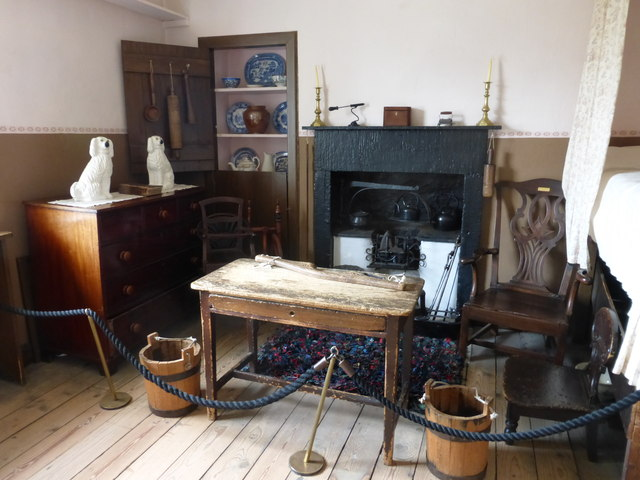
故居室内

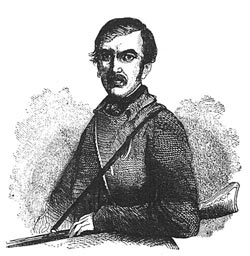
青年李文斯頓

李文斯頓在1813年3月19日出生於蘇格蘭南拉納克郡布蘭太爾的村莊，出身於相信來自高地李文斯頓，MacLea氏族中的家庭。他在格拉斯哥大學就讀及在倫敦工作的時候首先學習了希臘語、醫學及神學。他參加了倫敦會並且成為牧師。
李文斯頓原本希望倫敦會派遣他前往中國，使他學習得到的醫學有用武之地。可是，1839年9月鴉片戰爭爆發，和平無望，逼使他另謀發展。這時李文斯頓遇到倫敦會傳教士羅伯特·摩法特（Robert Moffat）。摩法特提到在貝專納蘭以北的廣大土地上還有數千座人煙稠密、從來沒有傳教士去過的村莊。被摩法特的理想所吸引，李文斯頓於是決心前往非洲南部傳教。

## 前往非洲的任務

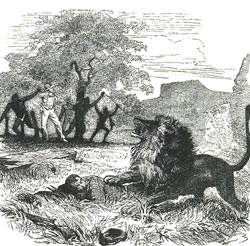
被獅子攻擊

1840年12月8日李文斯頓搭船離開英國，前往開普敦。從阿爾哥亞灣往北700英里，一路上他看到歐洲人對於當地人嚴酷的待遇，讓他開始對黑人的遭遇感到同情。1841年7月31日，李文斯頓抵達摩法特在庫汝曼（Kuruman）所建立的傳教站。1843年8月李文斯頓在庫汝曼東北200英里的瑪保薩（Mabotsa）自立門戶建立新的傳教站。在這段期間他被獅子攻擊，導致左臂受傷，這個傷從來沒有痊癒。1844年李文斯頓與摩法特的女兒瑪麗·摩法特（Mary Moffat）結婚。
1845年李文斯頓帶著全家搬到更深入內陸40英里的Chonuane，在那裡遇到酋長席其理（Sechéle），席其理酋長成為李文斯頓的朋友，後來受洗成為基督徒 (這也是李文斯頓傳教士生涯的唯一業績)。之後由於旱災，李文斯頓跟隨席其理尋找水源，將根據地遷往更北的Kolebeng。1849年李文斯頓穿越喀拉哈里沙漠，在庫汝曼北方870英里發現恩加米湖。
荷裔布尔人對於李文斯頓平等對待黑人的作法很不諒解。由於健康問題與當地政治動盪，1852年4月李文斯頓帶著他的妻小到開普敦，送她們回英國，自己則回到庫汝曼，然後接到席其理酋長的信，得知布尔人摧毀部落、燒毀了他的房子、奪走他的財產。
1852年12月，李文斯頓離開庫汝曼，1853年5月抵達利尼扬蒂（Linyanti）。1853年11月11日李文斯頓在當地人的陪伴下往西北探險，探險的路途困難重重，途中不但有強大好戰的部落，還有瘧疾、痢疾、昏睡病等致命疾病肆虐，探險隊最後終於在高燒、半飢餓、痢疾的情況下於1854年5月31日抵達葡屬西非的首都羅安達。1854年9月24日他又隨探險隊東行，在沿尚比西河下游的過程中發現維多利亞瀑布，1856年5月20日抵達葡屬東非的克利馬內。李文斯頓以一年八個月時間橫跨整個大陸、從大西洋到印度洋，在當時是一項空前紀錄。1856年12月9日，在闊別16年後，李文斯頓終於回到英國，並且受到英雄式歡迎。在李文斯頓踏上非洲前，歐洲人對於從喀拉哈里到撒哈拉之間的非洲地圖幾乎是一片空白，李文斯頓的探險打開了「黑暗大陸」、帶來豐富而準確的資料。

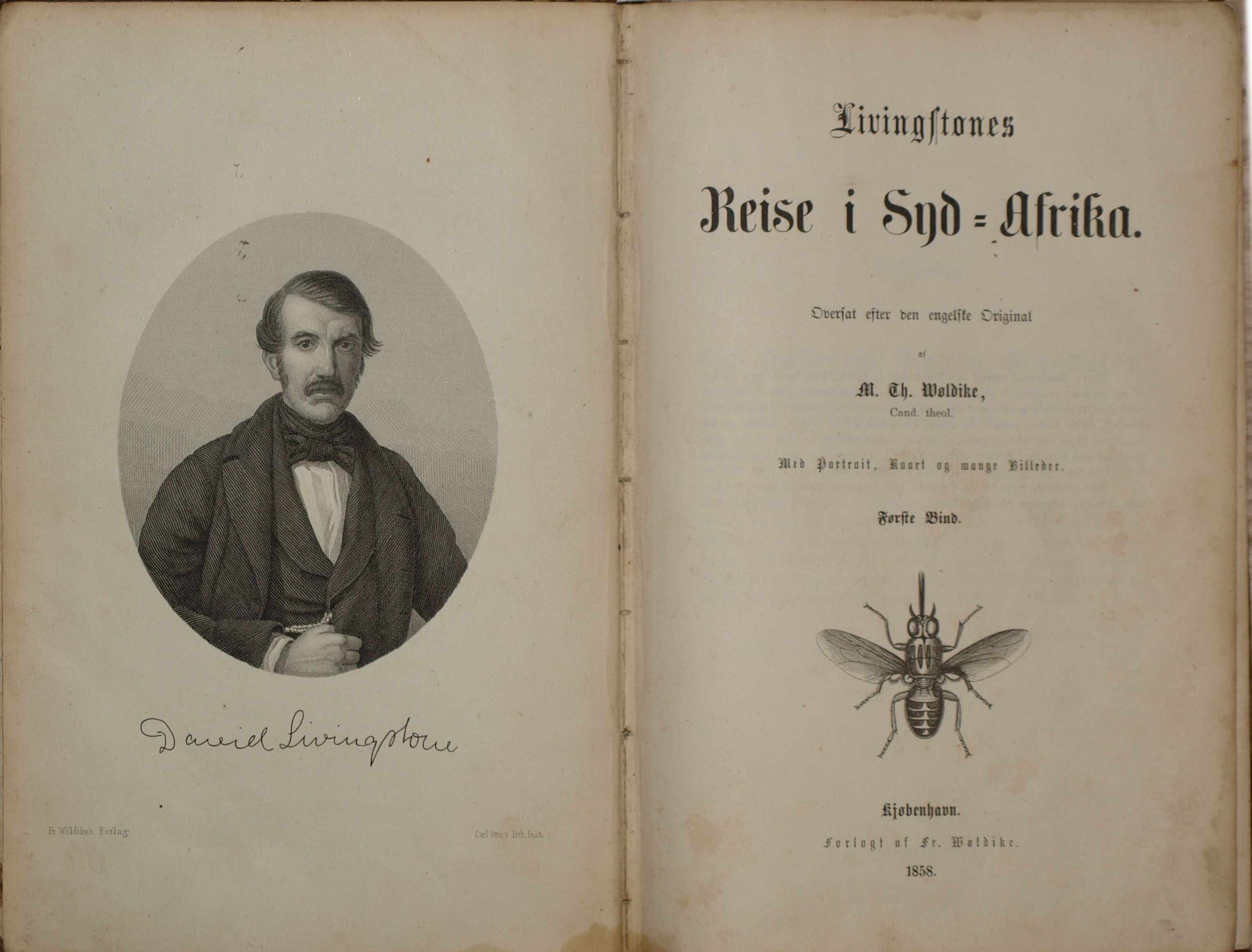
《Missionary Travels and Researches in South Africa》 (1857)，扉頁上的昆蟲便是采采蠅。

1857年李文斯頓將他的經歷出版成書《Missionary Travels and Researches in South Africa》，這本書一出版便造成轟動，並翻譯成為多種語言，啟發許多歐洲人對非洲的興趣。李文斯頓認為他對地理探險比傳教有更大的使命感，因此他在1857年退出倫敦會。1858年2月，在皇家地理學會的推薦下，李文斯頓被任命為英國駐東非克利馬內領事。

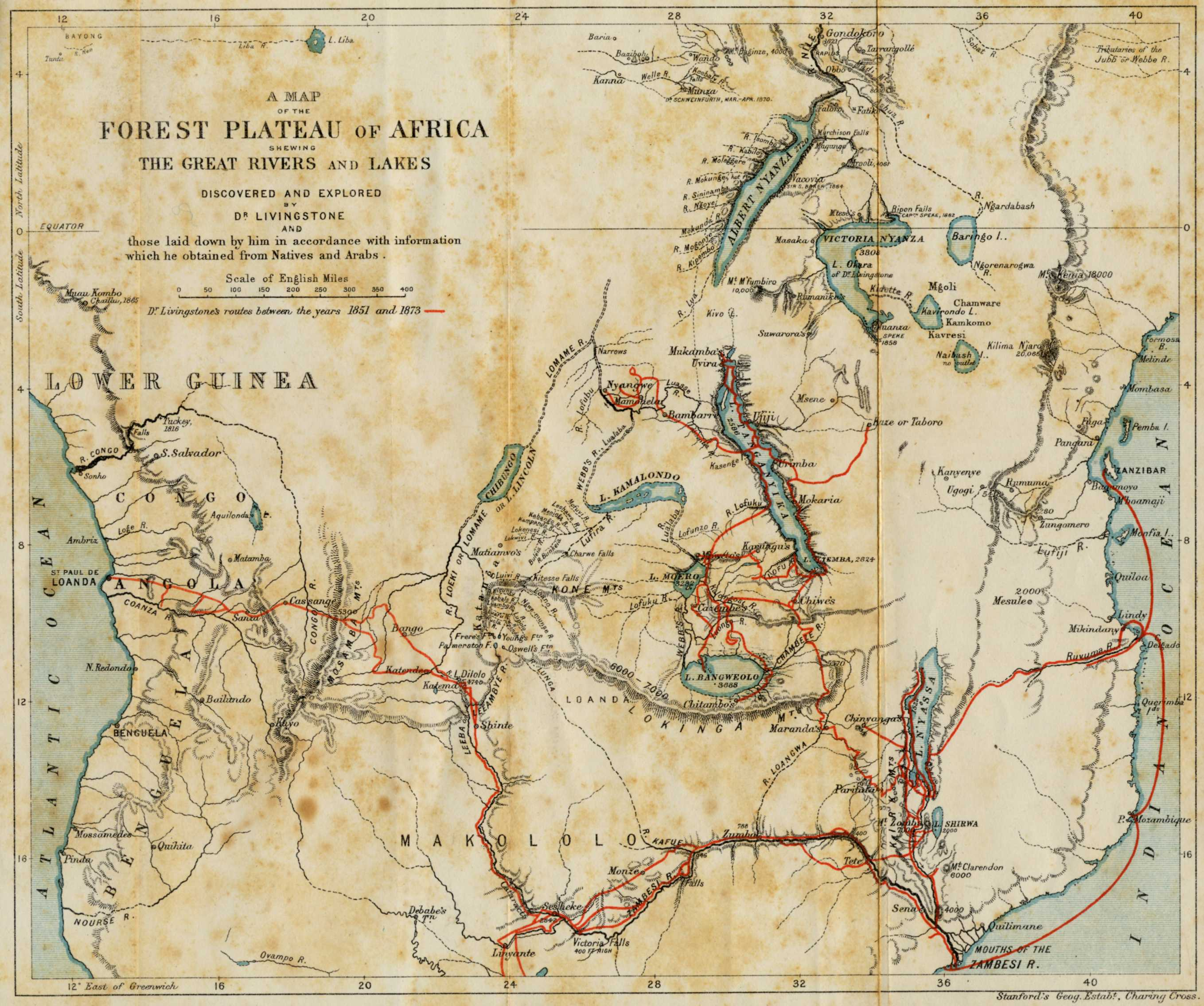
李文斯頓的探險路線（1851年至1873年）

## 远征赞比西河
在英國政府的資助下，1858年3月10日李文斯頓從利物浦搭乘HMS Pearl出發，開始尚比西河遠征，5月14日抵達尚比西河河口。探險隊成員包括醫生约翰·柯克（John Kirk）與李文斯頓的弟弟查理，他們搭乘蒸汽船Ma-Robert進入，9月8日抵達太特，並進入支流希雷河，1859年9月16日發現馬拉威湖。李文斯頓記述尼亞薩湖週邊地區不像非洲其它部落，這裡人口與農耕密集、種植多種作物，幾乎每個村子都有自己的精煉場、木炭燒制跟鐵工廠，他們的斧、矛、箭頭、針、手鐲、踝環等雖然不是出自最好的工藝，不過顯然也要相當技術；這裡也製造多種陶器和瓦器，頗有成為高度文明社會的潛力。1862年1月探險隊回到尚比西河河口，在這裡李文斯頓與夫人會合，然而李文斯頓夫人在4月27日由於瘧疾病逝，對李文斯頓造成重大打擊。李文斯頓對於奴隸貿易的干涉觸怒了葡萄牙當局。1863年李文斯頓接到Earl Russell的信要終止探險。1864年4月李文斯頓抵達桑給巴爾，7月23日回到英國。尚比西河遠征跟李文斯頓的其它探險比較起來沒有什麼重大發現，經常被當時的報紙視為一次失敗，造成李文斯頓此後募得探險經費的困難。李文斯頓將這次探險經歷收錄於《Narrative of an Expedition to the Zambesi and its Tributaries》，於1865年出版。
遠征隊員指控李文斯頓沒有能力組織大規模的計畫，是一位不適任的領導者；另外還有自以為是、喜怒無常、無法接受批評等缺點。他的醫師John Kirk在1862年寫道：我只能得出一個結論，那就是李文斯頓博士失去理智、是一位不安全的領導者。
李文斯頓與母親和兒女重聚，除了大兒子羅伯特（Robert Livingstone）。羅伯特一開始前往非洲尋找父親，遍尋不著後前往美國，參加南北戰爭，後被南軍俘虜成為戰俘，死於醫院，年僅19歲。
李文斯頓後來提到他這一生最大的遺憾之一就是沒有足夠的時間陪伴孩子們。

## 尼罗河溯源
李文斯頓原先沒有重返非洲的意願，後來他仍然接受英國駐非洲領事的職務與皇家地理學會的委託。原先约翰·汉宁·斯皮克、Samuel Baker、理查德·伯顿等人認為尼羅河源頭問題已經獲得解決，他們認為艾伯特湖與維多利亞湖就是尼羅河的源頭，不過李文斯頓認為尼羅河的源頭應該在更南方。然而英國駐東非領事沒有任何薪水，而政府只補助£500英鎊給這次探險；政府後來補助£1000英鎊、地理學會也補助£500英鎊，不過對於他龐大的花費而言只是杯水車薪，主要只能從私人募款。1865年8月14日李文斯頓最後一次離開母國，這次從桑給巴爾出發，然後從魯伏馬河河口進入。於8月8日抵達尼亞薩湖。這一次大多數隊員棄他而去、補給大多被偷。叛逃的隊員回到桑給巴爾，散發李文斯頓已經死去的謠言。李文斯頓繼續往北，在1867年4月1日抵達坦噶尼喀湖。接著往西，在1867年11月8日發現姆韦鲁湖。之後往南又在1868年7月18日發現班韋烏盧湖。李文斯頓受到肺炎、霍亂、熱帶潰瘍等重病纏身，1869年3月回到烏吉吉又發現行李被偷。李文斯頓終於來到摩法特當年所提過的從來沒有白人到過的數千座繁榮村莊，然而這時的他卻無比孤獨寂寞。至1870年6月，李文斯頓的探險隊只剩下三名成員：蘇西（Susi）、朱瑪（Chuma）與 Gardner。李文斯頓不像當時其他的探險家如史丹利用嚴刑峻罰來保持隊伍的完整，李文斯頓本身是一位糟糕的領導者，他的探險最後變成他個人的獨力探險，除了他的僕人與腳夫，身邊完全沒有任何後勤補給與專業支援。李文斯頓的著作中常提到奴隸制度的殘酷，這對英國民間輿論對廢奴的態度有很大影響，但令他感到難堪的是，在他最困難的時候唯一能伸出援手的反而只有他避之唯恐不及的奴隸商人。1871年3月29日，李文斯頓抵達盧阿拉巴河岸邊的Nyangwe。

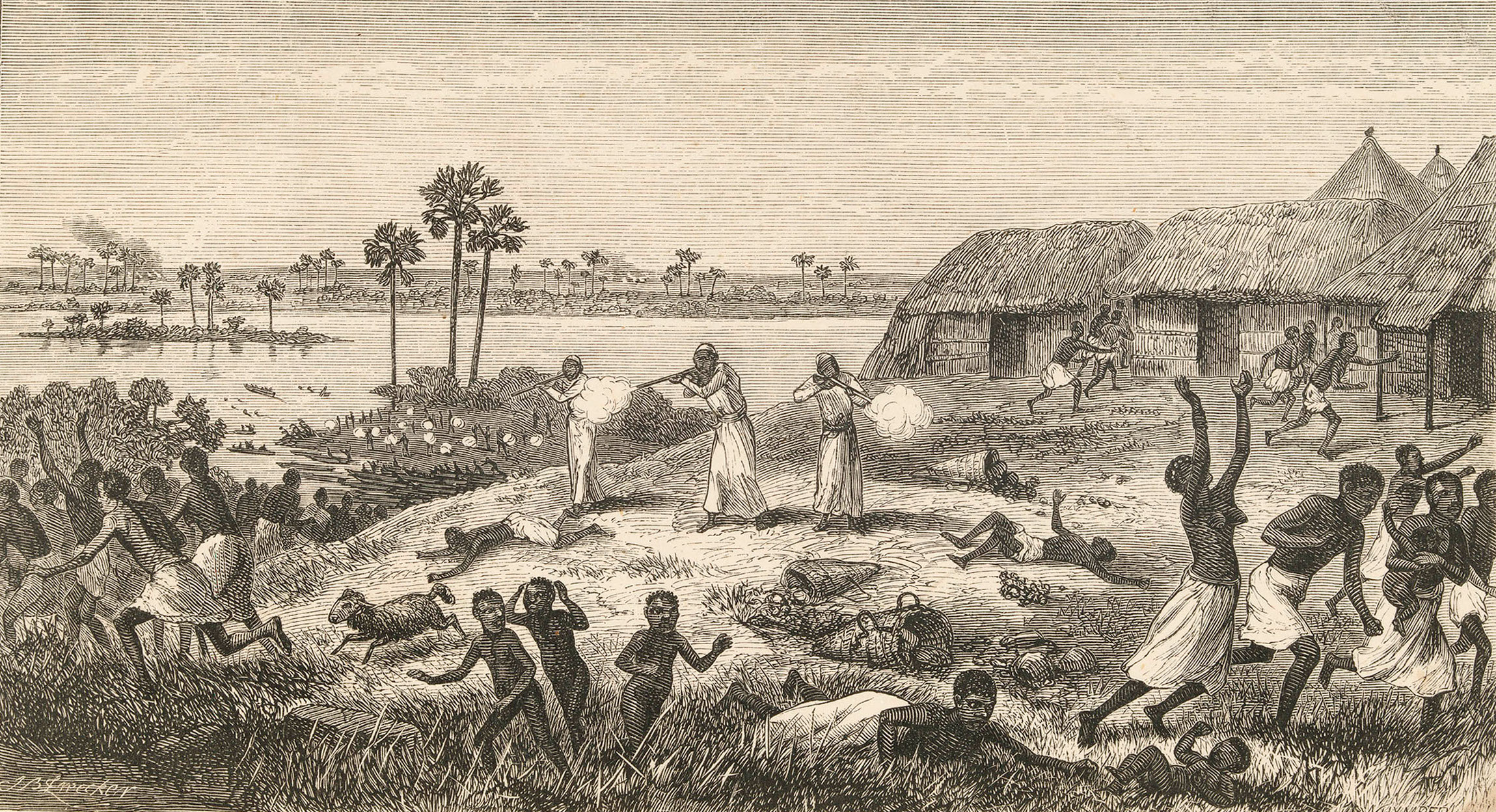
阿拉伯奴隸商人在Nyangwe的大屠殺

1871年7月15日，李文斯頓在Nyangwe目睹400名黑人被阿拉伯奴隸商人屠殺。阿拉伯奴隸商人選擇在市集最繁忙的一天無預警的開槍屠殺，許多黑人在逃亡過程中溺死在河裡，李文斯頓提到只能用地獄來形容這場慘劇，然而對此他也無能為力。李文斯頓的報導寄回英國後激起輿論的公憤，迫使桑給巴爾蘇丹對奴隸貿易採取行動。對殺戮感到作嘔的疲憊旅行者在東行600英里後，於1871年10月23日，終於回到烏吉吉；李文斯頓原本滿心期待補給抵達，到了烏吉吉才發現原先答應幫他們保管物資的人把運來的補給都拿去賣了。

## 與史丹利的會面

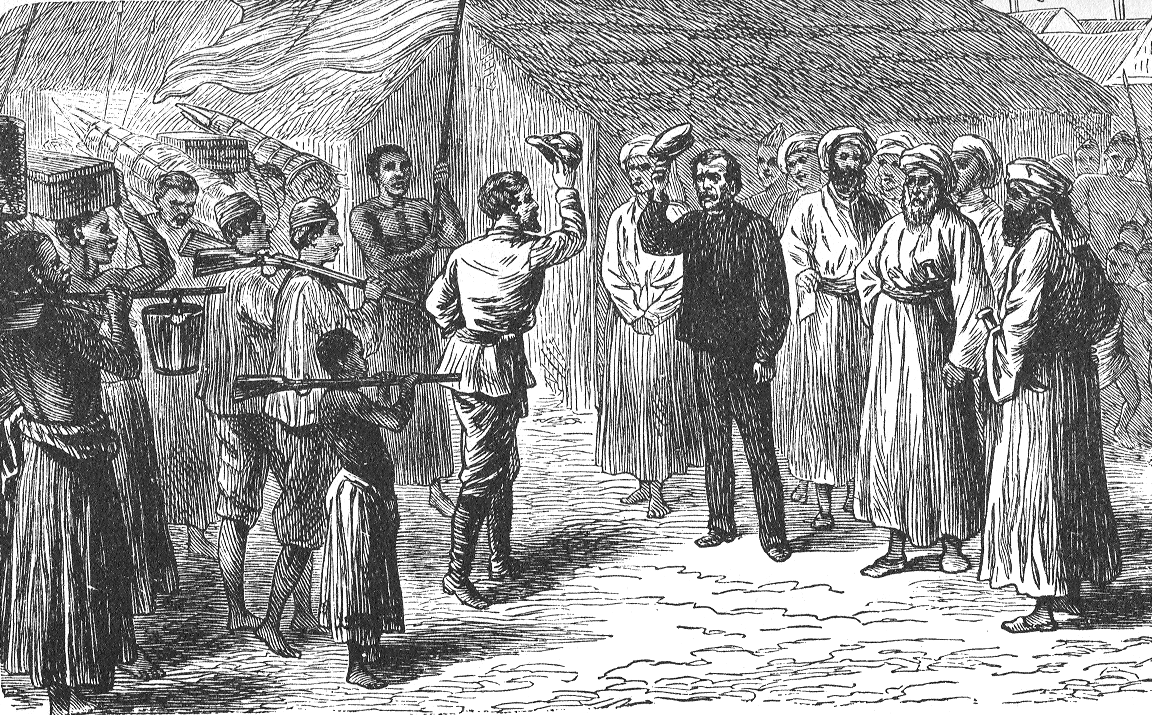
亨利·史丹利会见利文斯通

李文斯頓與外界失去連絡六年，謠言指出李文斯頓早已客死在非洲某處。《紐約先驅報》（New York Herald）記者亨利·莫頓·史丹利獲得資助前往非洲尋找失蹤的李文斯頓。1871年3月史丹利的探險隊抵達桑給巴爾，並穿越熱帶雨林往非洲內陸前進。
1871年11月10日兩人終於在坦噶尼喀湖畔的烏吉吉會面。兩人見面時史丹利說了一句相當著名的話：「我想您就是李文斯頓博士？」(Dr. Livingstone, I presume?) 這句話帶有半開玩笑的幽默成分，因為李文斯頓大概是這方圓幾百公里內唯一的白人了。這段話有可能是後來編造的，因為史丹利後來撕掉了有關這次會面的日記。李文斯頓的著作中也沒提及這段對話。無論如何，這段話出現在1872年8月10日《紐約先驅報》的社論、《大英百科全書》與《牛津國家人物傳記大辭典》上。
儘管史丹利強烈勸說，李文斯頓還是拒絕離開非洲。李文斯頓繼續探索盧阿拉巴河，然而還是無法找到與尼羅河的連結；李文斯頓回到班韋烏盧湖，繼續探尋其它可能往北的支流。

## 重病和逝世

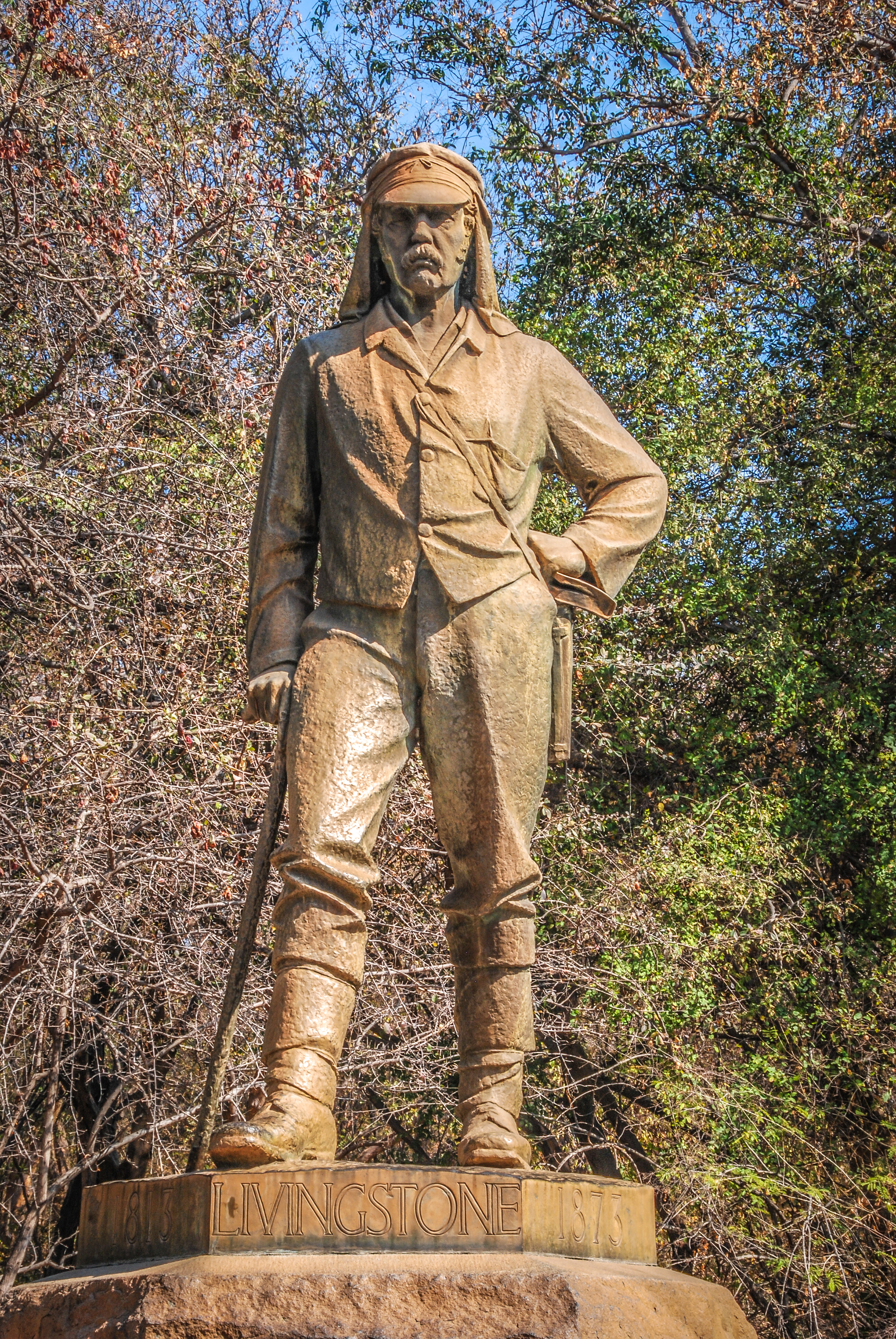
维多利亚瀑布附近的利文斯通纪念像

1873年5月4日的早晨，在尚比亞班韋烏盧湖的南岸，人們發現李文斯頓跪著禱告時過世了。他死於痢疾所造成的內出血和瘧疾。李文斯頓的僕人認為他們的主人的心應該永遠留在非洲，他們將李文斯頓的心臟挖出埋在附近的一棵樹下，用能力所及最好的方法保存遺體，然後二位忠心的僕人朱瑪和蘇西（Chuma & Susi）跋涉千里將他的遺體運出，經過九個月終至桑給巴爾；最後送返英國，1874年4月18日李文斯頓的遺體葬於倫敦西敏寺。在維多利亞瀑布旁的紀念像下寫著：「基督教、通商、文明」（Christianity, Commerce and Civilization）。他最後七年的日誌被整理在《The Last Journals of David Livingstone in Central Africa》，於1874年出版。